# Nimboa kasyi
Nimboa kasyi is een insect uit de familie van de dwerggaasvliegen (Coniopterygidae), die tot de orde netvleugeligen (Neuroptera) behoort. 
De wetenschappelijke naam Nimboa kasyi is voor het eerst geldig gepubliceerd door Rausch & H. Aspöck in 1978.